# Anadendrum superans
Anadendrum superans là một loài thực vật có hoa trong họ Ráy (Araceae). Loài này được Alderw. mô tả khoa học đầu tiên năm 1920.